# Liste der Bodendenkmale in Wagenfeld
In der Liste der Bodendenkmale in Wagenfeld sind die Bodendenkmale der niedersächsischen Gemeinde Wagenfeld aufgeführt. Die Quelle ist der Denkmalatlas Niedersachsen.
- Bitte beachten Sie, dass diese Liste keinen Anspruch auf Vollständigkeit erhebt.
- Die Angaben ersetzen nicht die rechtsverbindliche Auskunft der zuständigen Denkmalschutzbehörde.
- Es sind nur Daten aus dem Denkmalatlas verarbeitet.
- Der Stand der Liste ist der 25. Mai 2025.

Wagenfeld im Landkreis Diepholz

## Allgemein
In den Spalten finden sich folgende Informationen des Bodendenkmales:
| Lage         | geographische Koordinaten                                                           |
| Bezeichnung  | Bezeichnung lt. Denkmalatlas                                                        |
| Beschreibung | Beschreibung lt. Denkmalatlas                                                       |
| ID           | Objekt-ID                                                                           |
| Bild         | Bild, ggf. zusätzlich mit Link zu weiteren Fotos im Medienarchiv Wikimedia Commons. |

## Wagenfeld
| Lage                        | Bezeichnung               | Beschreibung | ID       | Bild |
| --------------------------- | ------------------------- | --- | -------- | ---- |
| 52° 34′ 49″ N, 8° 33′ 3″ O  | Wagenfeld 8, Heerstraße   | Von Norden (Gemeinde Rehden) führen drei verschiedenen Trassen des Heerwegs nach Süden den Hang des Kellenbergs hinab nach Bockel. - Südöstliche Fläche: Mindestens 10 nord-süd ausgerichtete bis zu 315 m lange Hohlwege, die nach Norden den Hang des Kellenbergs hinaufführen. Unterbrochen durch Materialgruben und streckenweise eingeebnet durch forstwirtschaftliche Tätigkeiten. Die besterhaltenen Hohlwege haben eine Breite von 5 m und eine Tiefe von 0,4 – 0,7 m. - Nordwestliche Fläche: Mindestens 7 über nur 106 m erhaltene Hohlwege, die von einem modernen Waldweg gekreuzt werden und ein kurzes Hangstück nach Norden hinaufführen. Sie sind 4 – 8 m breit und 0,4 – 0,8 m tief. | 50059277 | BW   |
| 52° 35′ 4″ N, 8° 33′ 35″ O  | Wagenfeld 56, Immenwall   | Annähernd runder Immenwall, der am Hang liegend aus zwei konzentrischen Wällen besteht, die einen unregelmäßigen, grubenartigen Innenraum umschließen. Die Anlage hat einen Durchmesser von 23 m. Der äußere Wall hat einen Basisdurchmesser von 4 – 6 m bei einer Höhe von 0,2 m. Der innere Wall hat einen Basisdurchmesser von 4 m bei einer Höhe von 0,3 m. Der zwischen den Wällen liegende grabenartige Zwischenraum ist 1,3 – 2 m breit, der grubenartige Innenraum, den der innere Wall umschließt, hat einen Durchmesser von 5 m. Die Anlage ist stark verschliffen. | 50058977 | BW   |
| 52° 33′ 46″ N, 8° 34′ 40″ O | Wagenfeld 60, Richtstätte | Rechteckige Gräftenanlage mit zentraler rechteckiger Fläche (19 × 14 m), bis zu 1 m tiefem und 7 breitem Ringgraben, der wiederum von einem (von der Grabensohle aus) 1 m hohen und 9 m breiten Wall umgeben wird, der vom Umland durch einen nur 2 – 3 m breiten und 0,1 – 0,2 m tiefen Graben abgetrennt wird. An der Westseite zu einem alten Weg hin entfallen sowohl der Wall als auch der äußere Graben. Über eine wohl sekundäre Erdbrücke erfolgt hier vom Weg aus der Zugang zur Innenfläche. Diese Anlage überprägt und schneidet zwei ältere 12 m breite und bis zu 95 m lange N-S ausgerichtete Ackerbeete eines Wölbackers. Der Bauschutt in den Gräben ist modern.                      | 50394606 | BW   |